# Kraanrei
De Kraanrei is een overwelfde waterloop en een straat in het centrum van Brugge. De rei loopt een klein stukje niet-overwelfd van de Groenerei, nabij het Huidenvettersplein, tot aan de achterkant van de Heilig Bloedbasiliek, en verder volledig ondergronds tot aan het Jan van Eyckplein, vanaf waar het water weer niet-overwelfd verderloopt als de Spiegelrei. De Kraanrei, als gelijknamige straat, ligt boven op een gedeelte van de overwelfde rei, tussen het Biskajersplein en het Kraanplein. Lange tijd is gedacht dat de Kraanrei deel uitmaakte van de loop van de oorspronkelijke rivier de Reie. Volgens de nieuwste inzichten gaat het evenwel om een door de mens gegraven waterloop.

## Geschiedenis
Oorspronkelijk heette de rei Corte Spegel Reye en liep langs het Biskajersplein, achter de huizen aan de oostkant van de Vlamingstraat, door de vroegere Waterhalle (nu het Provinciaal Hof) en tussen de Burg en de Wollestraat tot aan de Groenerei.
Vanaf het einde van de 12e eeuw bevond zich rond de Kraanrei en de Spiegelrei het zwaartepunt van de Brugse havenactiviteiten. Aan de Kraanrei stond vanaf 1290 nabij de Kraanbrug de grote Brugse havenkraan. Ze bleef er in gebruik tot ze in 1767 werd afgebroken. Voorheen, vanaf 1288, stond de kraan op de Markt, maar moest er plaats ruimen voor de bouw van de Waterhalle. Na verschillende herstellingen en verbouwingen was de kraan in 1479 een tredmolenkraan van het type standerdmolen. In 2002 werd een reconstructie van de kraan door leerlingen van het Brugse VTI afgewerkt en op het Jan van Eyckplein geplaatst. Op de oorspronkelijke plaats staan nu huizen. Later werd de reconstructie verplaatst naar de Wulpenstraat nabij het Sasplein.
In 1787 begon men met het overwelven van de Kraanrei. Dit gebeurde in drie fasen: eerst brak men de Sint-Jansbrug af en legde men de Academieplaats aan (in 1844 hernoemd naar "Jan van Eyckplein"). In 1793-1795 werd de rei verder overwelfd tot aan het Kraanplein en werd de Kraanbrug afgebroken. Het gedeelte tot aan de Philipstockstraat werd in 1856 overwelfd en daar verdween de Wisselbrug. De bruggen zijn ondergronds gedeeltelijk bewaard gebleven. Bouwvallige kaaimuren, geringe scheepvaart en uitwasemingen van bedorven water waren de voornaamste redenen voor de overwelvingen.

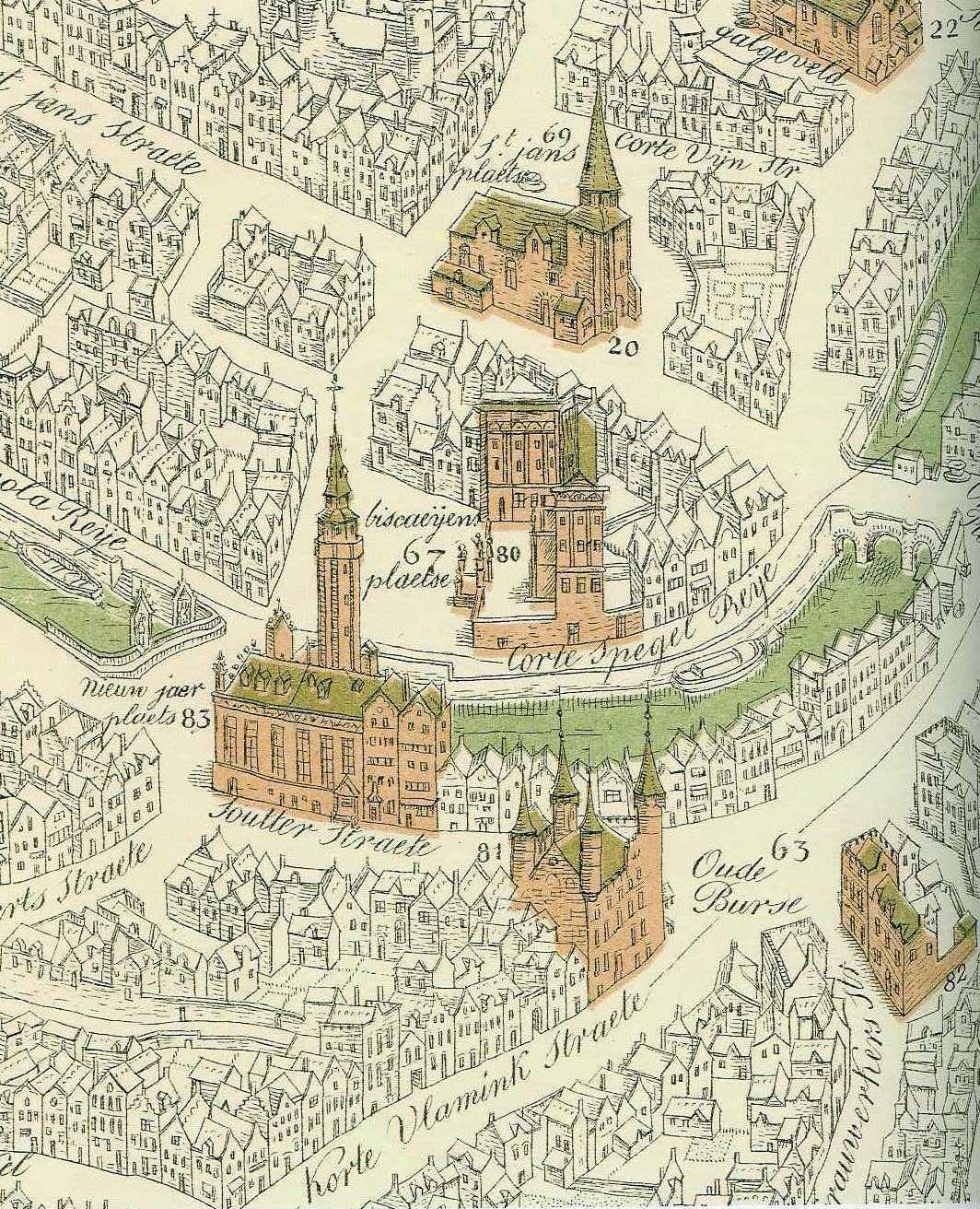
De Corte Spegel Reye (Kraanrei) ter hoogte van het Biskajersplein (centraal) en de Kraanbrug (rechts), anno 1562. Naast de Kraanbrug is uiterst rechts de Brugse havenkraan te zien.
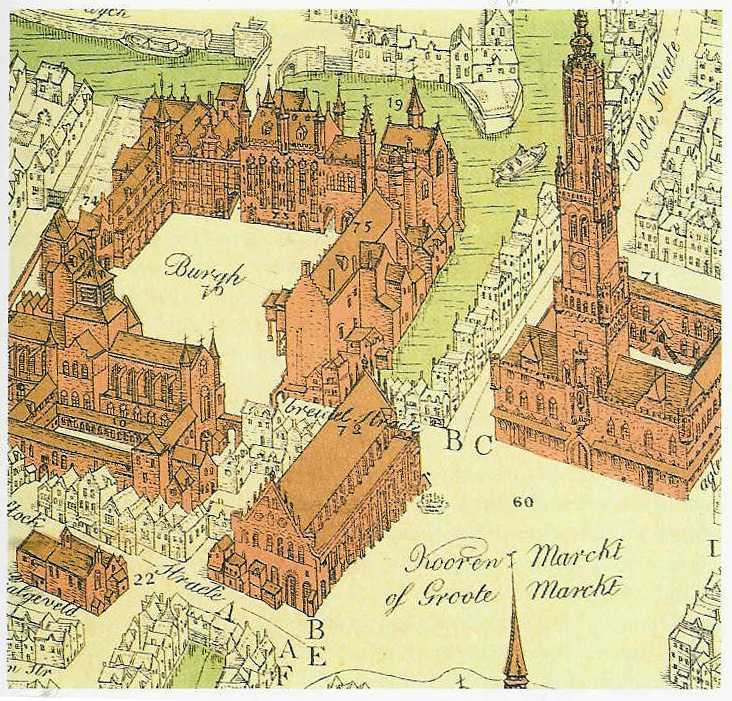
De Kraanrei doorheen de Waterhalle en langs de westkant van de Burg.
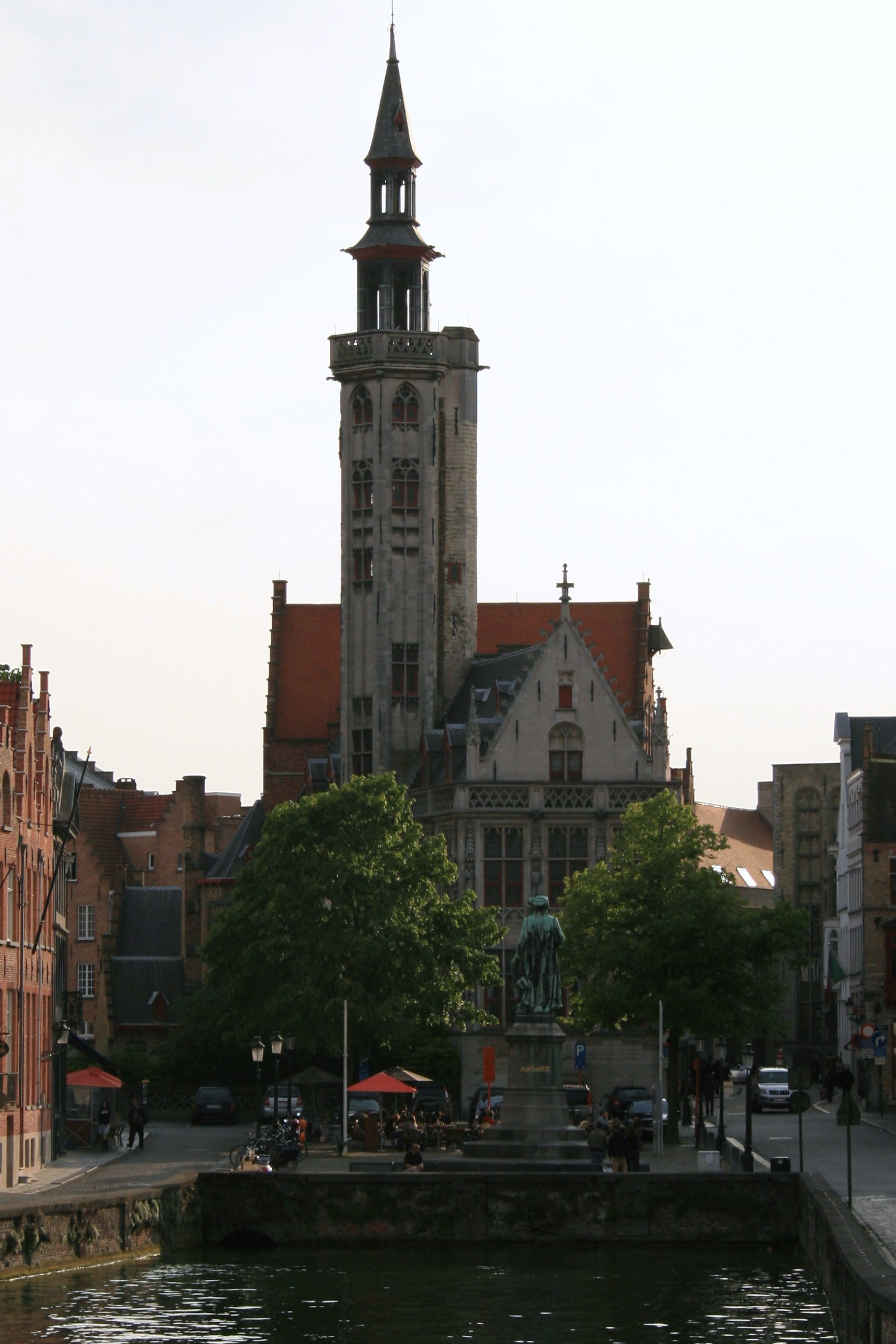
Zicht van over de Spiegelrei op het Jan van Eyckplein. Uit de opening linksonder in de kaaimuur loopt de overwelfde Kraanrei in de Spiegelrei.
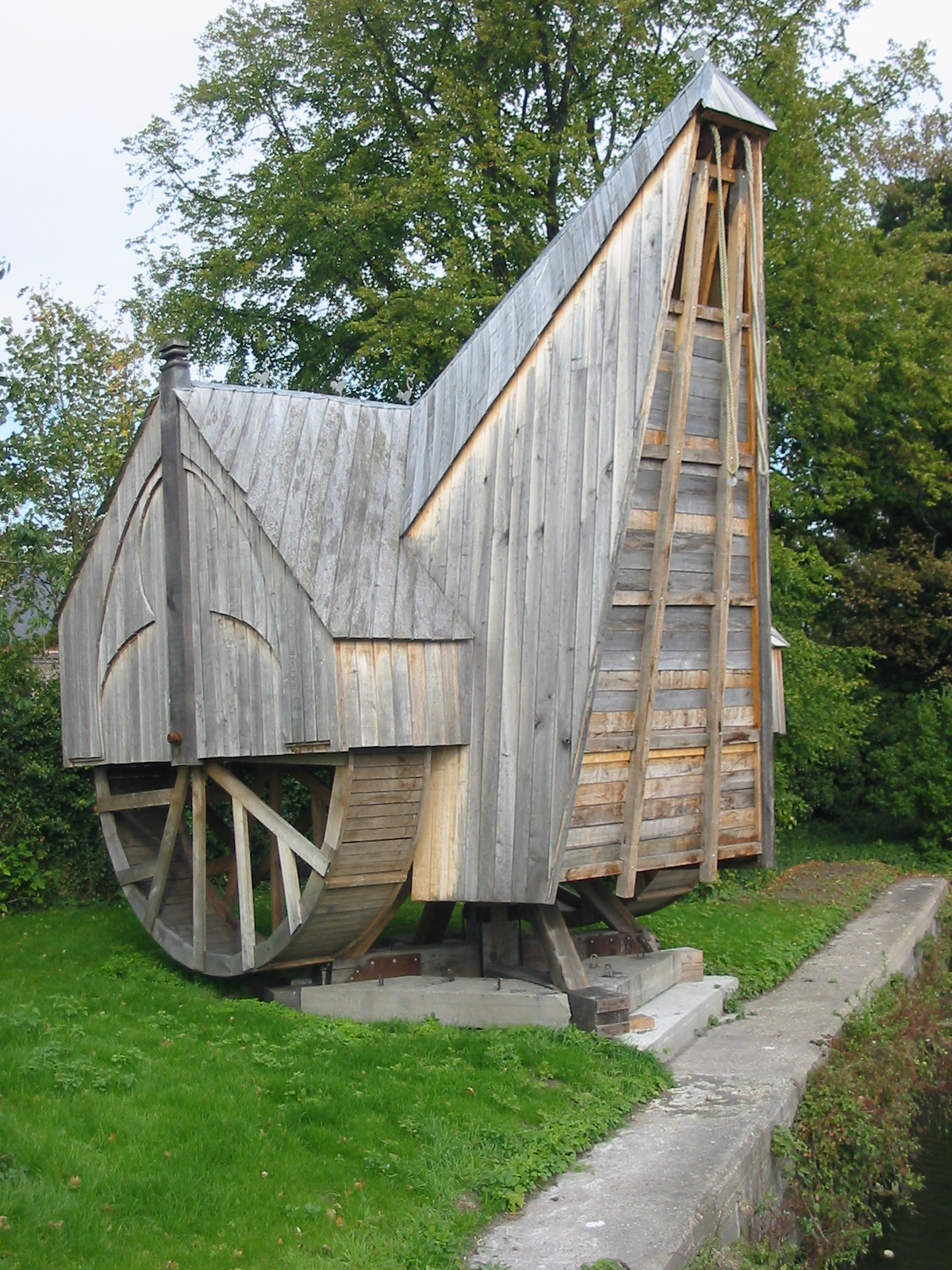
De reconstructie van de middeleeuwse havenkraan.